# Uruapan
Uruapan (vollständig Uruapan del Progreso) ist eine Großstadt im mexikanischen Bundesstaat Michoacán und eine der ältesten Städte Mexikos überhaupt. Uruapan ist Verwaltungssitz des Municipio Uruapan.

## Lage und Klima
Uruapan liegt umgeben von den bis zu 3800 m hohen Bergen auf einer Höhe von etwa 1650 m. Die nächstgelegenen Städte sind Morelia und Pátzcuaro (ca. 110 km bzw. 58 km Fahrtstrecke nordöstlich); die Hafenstadt Lazaro Cárdenas liegt ca. 235 km südlich an der Pazifikküste. Uruapan verfügt über einen internationalen Flughafen, den Aeropuerto Internacional de Uruapan (Flughafenkürzel: UPN). Das Klima ist gemäßigt bis warm; Regen (ca. 1625 mm/Jahr) fällt ganz überwiegend im Sommerhalbjahr.

## Bevölkerungsentwicklung
| Jahr      | 1900  | 1950   | 2000    | 2010    |
| Einwohner | 9.808 | 31.420 | 225.816 | 264.439 |

Der überwiegende Teil der Bevölkerung ist indianischer Abstammung; zahlreich sind auch Mestizen.

## Wirtschaft
Die Umgebung der Stadt war wegen der ausreichenden Regenfälle und der fruchtbaren Böden immer schon landwirtschaftlich geprägt. In den letzten Jahrzehnten des 20. Jahrhunderts hat sich Uruapan zum wichtigsten Zentrum des Avocado-Anbaus in Mexiko (und somit weltweit) entwickelt. Die Stadt selbst ist geprägt von Kleinhandel (tianguis) und Handwerk sowie von Dienstleistungen aller Art.

## Geschichte
Der Name Uruapan kommt aus dem Tarascan ulhupani und bedeutet übersetzt „Ort wo die Bäume immer Früchte tragen“. Die Hintergründe der Stadtgründung sind geschichtlich zwar nicht mehr rekonstruierbar, diese wird aber dem Franziskaner Juan de San Miguel zugeschrieben und auf das Jahr 1536 datiert. Allerdings hat man in der Region mehrere archäologische Stätten gefunden, von denen mit Ausnahme von Lienzo de Jucutacato noch keine erschlossen wurde.

## Sehenswürdigkeiten
- Zentrum der Stadt ist der Jardín Morelos; hier stehen das Rathaus und die im 16. Jahrhundert erbaute Iglesia de la Inmaculada Concepción. An der Nordostseite des Platzes befindet sich der kolonialzeitliche Gebäudekomplex Huatápera, der heute als Museum genutzt wird.
- Uruapan ist berühmt für seine vielen Cafés und Bars; hier spielt sich ein Großteil des öffentlichen Lebens ab.
- Das nur 1,40 m breite Haus in der Calle Carrillo Puerto Número 50-C gilt als eines der schmalsten der Welt.

Umgebung
- Der Nationalpark Barranca del Cupatitzio ist weithin berühmt und eine der wichtigsten Sehenswürdigkeiten; hier entspringen mehrere Quellen, die die Stadt und das Umland mit Wasser versorgen. Dort findet sich auch der berühmte „Teufelstritt“. ein hufeisenförmiger Abdruck in einem Stein.
- Ca. 12 km südlich der Stadt befindet sich der Wasserfall La Tzararacua.

## Persönlichkeiten
- Luis Martínez Villicaña (1939–2011), Politiker
- Rodolfo „Popo“ Sánchez (1939–2025), Musiker